# Raymond Carr
Sir Albert Raymond Maillard Carr (* 11. April 1919 in Bath; † 19. April 2015) war ein britischer Historiker, der sich vor allem mit Spanien und Lateinamerika befasste.
Carr studierte an der University of Oxford, war 1945/46 Lecturer am University College London, 1946 bis 1953 Fellow am All Souls College in Oxford und 1953 bis 1964 Fellow des New College in Oxford. Danach wurde er 1964 Fellow des St Antony’s College und war 1968 bis zur Emeritierung 1987 Warden (Rektor) des St. Antony College (sein Nachfolger war Ralf Dahrendorf). Gleichzeitig war er 1964 bis 1968 Direktor des Lateinamerika-Zentrums in Oxford und 1967/68 Professor für Geschichte Lateinamerikas. Er gründete am St Antony’s College das Iberische Zentrum, das er mit Joaquin Romero Maura leitete.
1992 war er King Juan Carlos Professor für spanische Geschichte an der New York University.
Er befasst sich insbesondere mit spanischer Geschichte im 19. und 20. Jahrhundert und mit der Geschichte Lateinamerikas sowie mit schwedischer Geschichte.
1978 wurde er Fellow der British Academy und war korrespondierendes Mitglied der Real Academia de la Historia. 1983 erhielt er das Großkreuz des spanischen Ordens Alfonso X el Sabio und 1999 den Prinz-von-Asturien-Preis. Er war Fellow der Royal Historical Society und der Royal Society of Literature. Carr war auswärtiges Mitglied der American Academy of Arts and Sciences.
Er schrieb auch Bücher über sein Hobby, die Fuchsjagd, eines davon mit seiner Ehefrau Sara Carr.
1987 wurde er geadelt (Knight Bachelor). Er war Ehrendoktor des Christ Church College in Oxford und der Universität Complutense Madrid.

## Schriften (Auswahl)
- Spain 1808–1939, Oxford University Press, 1966
- Herausgeber: Latin American Affairs, Oxford University Press, 1970
- The Republic and the Civil War in Spain, 1971
- The Spanish Tragedy: the Civil War in Perspective, 1977
- mit Juan Pablo Fusi: Spain: Dictatorship to Democracy, 1979
- Modern Spain: 1875–1980, 1980
- Spain 1808–1975, Oxford: Clarendon Press, 1982
- Puerto Rico: a colonial experiment, 1984
- Herausgeber: The Spanish Civil War: A History in Pictures, New York, W. W. Norton & Co., 1986
- Herausgeber: The Chances of Death: a diary of the Spanish Civil War, 1995
- Visiones de fin de siglo, 1999
- Herausgeber: Spain: a history, 2000
- Two Swedish Financiers: Louis De Geer and Joel Gripenstierna, in H. E. Bell, R. L. Ollard, Hrsg., Historical Essays Presented to David Ogg, London: Black, 1963

- mit Sara Carr: Fox-Hunting, Oxford University Press, 1982
- English Fox Hunting: A History, London: Weidenfeld and Nicholson, 1976, 2. Auflage 1986